# タミヤ・エアロアバンテ
エアロアバンテ（AERO AVANTE）は、タミヤが「1/1 GIANT MINI 4WD PROJECT (1/1ミニ四駆実車化プロジェクト)」で開発したレーサーミニ四駆、「エアロアバンテ」の実動車両である。

## 概要
2015年6月10日、タミヤはミニ四駆の「エアロアバンテ」を1分の1サイズの「本物のレーシングカー」にするプロジェクト「1/1 GIANT MINI 4WD PROJECT」を発表し、同年10月18日に開かれた「ミニ四駆ジャパンカップ2015 チャンピオン決定戦」において完成車を披露した。その後、数度の走行イベントを経てタミヤ本社で展示された後、2024年5月24日にオープンしたTAMIYA PLAMODEL FACTORY TOKYOで展示されている。
開発期間は約半年。シャシー設計は金子眞佐一、動力系統は河内直人、ボディは片桐浩治と神山秀彦、塗装は内藤康人、車体組み立ては「アバンテ」の開発設計者である滝文人が担当した。

### 車両詳細
- ベース車両はフォルクスワーゲン バギーだが、エンジンとエンジンマウント、車両前部のトーションバー以外は作り変えられている[4]。
- ボディ全長 4150mm
- 最低地上高 150mm
- 最高速度 180km/h[5]
- キャノピーはポリカーボネート製
- ノーズコーン、リアウィングはカーボンファイバーのFRP製
- 塗装はウレタン
- エンジンはキャブレター式ガソリンエンジンで、最高回転数は7000rpm
- ホイール径は22インチ
- タイヤサイズは295/30ZR22
- ミニ四駆の特徴であるバンパーと軸受けも再現され、軸受けは実際に回転する仕様になっている[1]。

## エアロアバンテ開発に至る背景
- ミニ四駆の「エアロアバンテ」は、2012年に発売したミニ四駆30周年記念モデル[5]。
- 開発目標では、「本物のレーシングカー」を作り上げる事を目指した為、動力源には敢えてレシプロエンジンを搭載[2]。軽量化や整備性の関係から、電気動力が見送られた。

エアロアバンテ（ミニ四駆スターターパック）
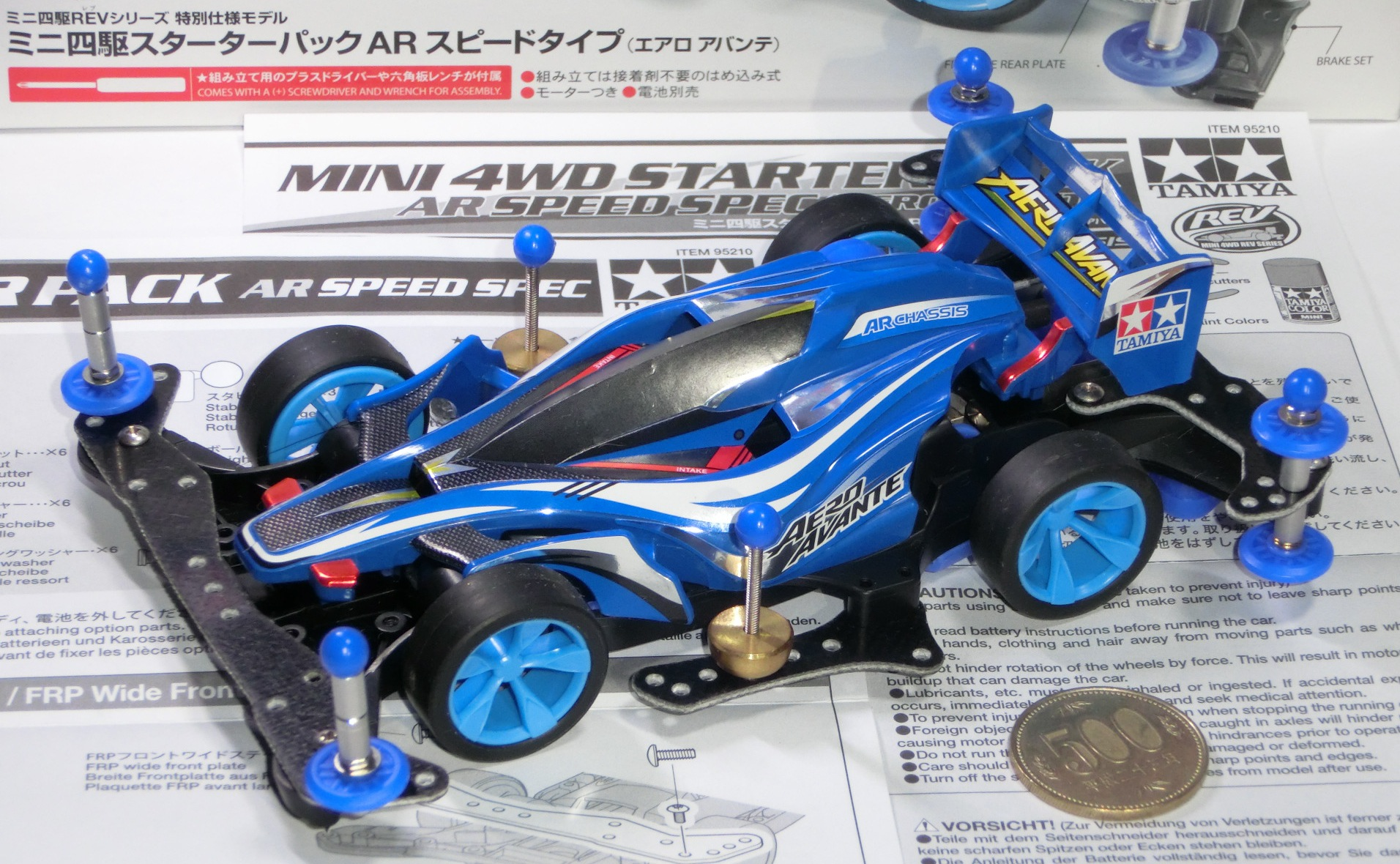
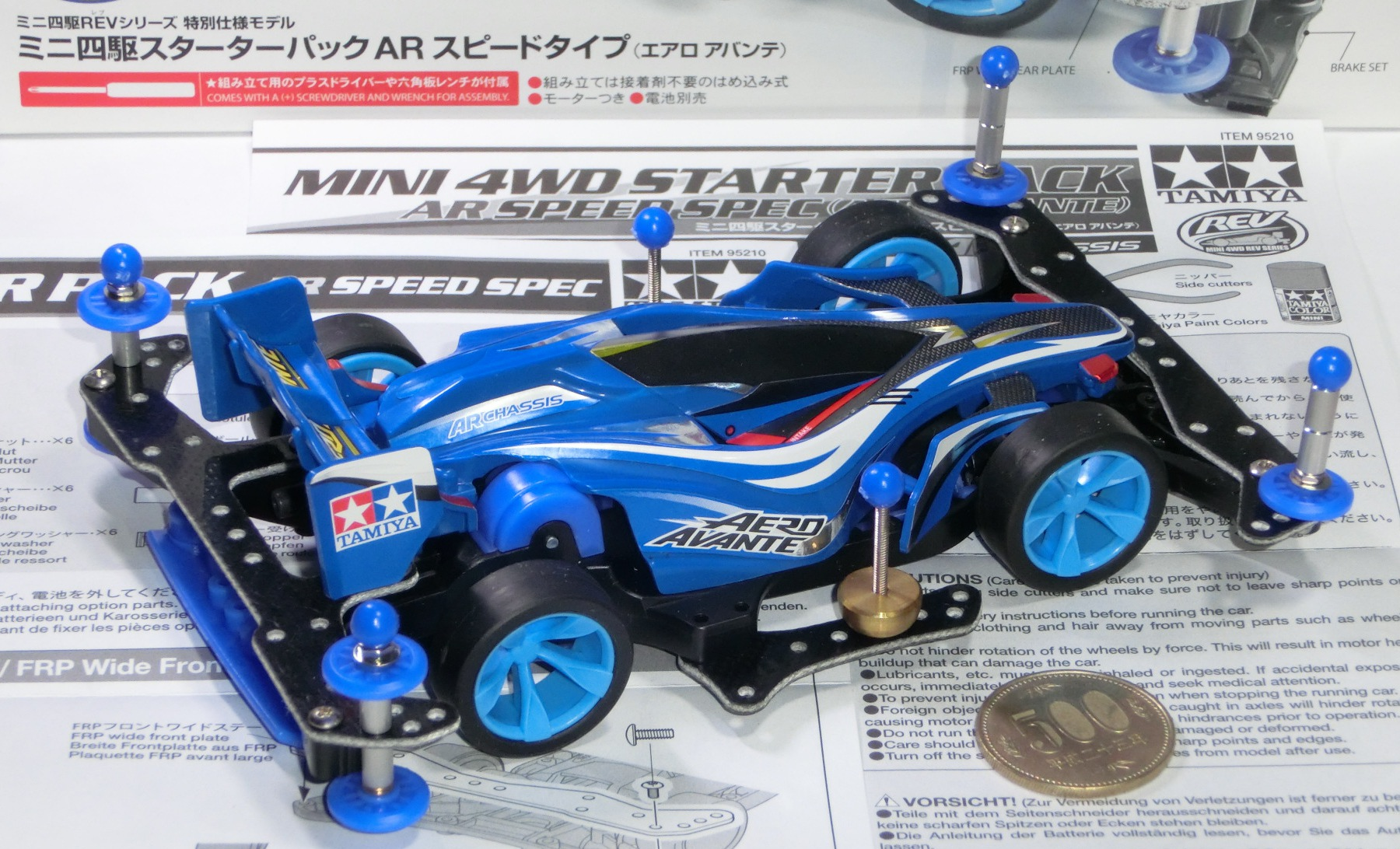